# Urho Somersalmi

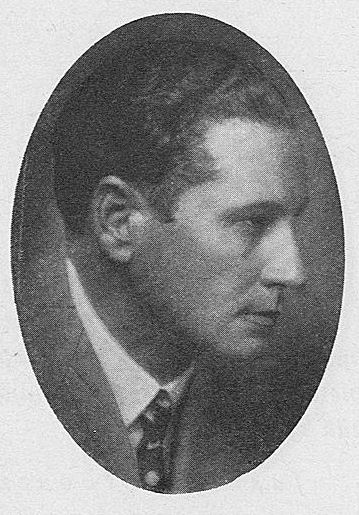
Urho Somersalmi.

Urho Armas Somersalmi, ursprungligen Sundell, född 23 september 1888 i Helsingfors, död 12 april 1962 på samma ort, var en finländsk skådespelare. Han gick på finska teaterskolan 1906–1908 och var därefter anställd vid Finlands nationalteater 1908–1956. På nationalteatern spelade han de stora dramatiska rollerna, såsom Prospero i Stormen, Agamemnon i Orestien, Kung Oidipus och Coriolanus. Han var även framgångsrik inom filmen, och spelade redan på 1920-talet in film i Sverige.
Han tilldelades Pro Finlandia-medaljen 1948.
Somersalmi var gift med skådespelerskan Aili Somersalmi, född Rosvall. Den 12 april 1962 dödade Somersalmi sin fru genom att slå henne i pannan med en yxa och sticka henne två gånger i bröstet med en kniv. Efter utfört dåd begick Somersalmi självmord genom hängning. Anledningen till gärningarna tros ha att göra med långvarig psykisk ohälsa.

## Filmografi (urval)
- 1921 – Johan
- 1927 – Hans engelska fru
- 1928 – Timmerflottarna
- 1930 – Charlotte Löwensköld